# Zitz (Rosenau)
Zitz [t͡sɪt͡s] ist seit 2001 ein Ortsteil der Gemeinde Rosenau im Landkreis Potsdam-Mittelmark im äußersten Westen des Landes Brandenburg.

## Geographie
Zitz liegt fünfzehn Kilometer südwestlich der Stadt Brandenburg an der Havel. Östlicher Nachbarort ist das Dorf Rogäsen etwa anderthalb Kilometer entfernt. Nach Westen sind es zur Landesgrenze zu Sachsen-Anhalt ebenfalls etwa anderthalb Kilometer. Zwei Kilometer hinter der Landesgrenze liegt das Dorf Karow.
Zitz liegt in der Übergangszone zwischen dem zum Baruther Urstromtal gehörenden Fiener Bruch im Süden und den hügligen Hochflächen der Karower Platte im Norden. Diese Landschaften sind eiszeitlicher Genese. Zwischen Zitz und Rogäsen liegt der Weinberg mit einer Höhe von 69 Metern. In der Karower Platte nördlich Zitz fließt der Steinbach nach Westen ab.

## Geschichte

Zitz im Hochstift Brandenburg

Erstmals wurde Zitz 973 urkundlich erwähnt.
Das Dorf lag ab 1382 bis 1571 im Hochstift Brandenburg, dem Reichsfürstentum der Bischöfe des Bistums Brandenburg.

## Sehenswürdigkeiten
Die Dorfkirche Zitz wurde 1750 im Stil des Barock umgebaut. Neben dieser stehen in der Dorfstraße 54 ein Wohnhaus und in der Dorfstraße 81 und 83 zwei Gehöfte unter Denkmalschutz. Ein Denkmal für die Befreiungskriege an der Dorfstraße erinnert an Kämpfe einer preußischen Kavallerieschwadron und der Zitzer Dorfbevölkerung gegen plündernde französische Soldaten.

## Schutzgebiete
Zitz liegt im SPA-Gebiet (europäisches Vogelschutzgebiet) Fiener Bruch. Südwestlich befindet sich der zweigeteilte Geschützte Landschaftsbestandteil Fiener Bruch bei Zietz. Weiterhin sind einige Flächen als Geschütztes Biotop ausgewiesen. Die Straße nach Karow ist eine geschützte Allee.

## Verkehr

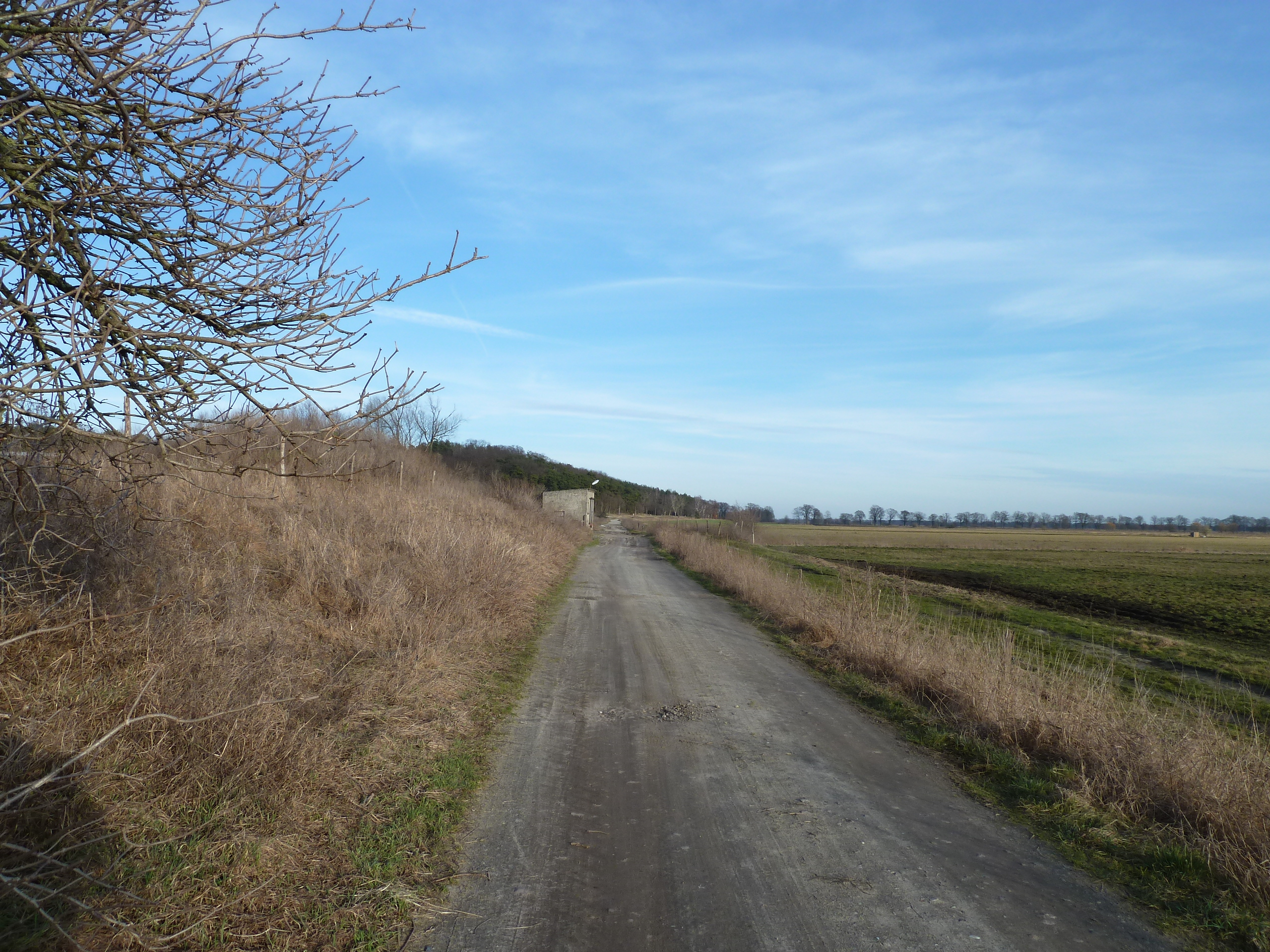
Ehem. Bahntrasse in Zitz

Im 20. Jahrhundert war Zitz an das Eisenbahnnetz angeschlossen. Der Bahnhof Zitz lag an der Bahnstrecke Rogäsen–Karow.